# Chamaelimnas
Chamaelimnas es un género de mariposas de la familia Riodinidae.

## Descripción
Especie tipo Chamaelimnas tircis Felder, C y R Felder, 1865.

## Diversidad
Existen 6 especies reconocidas en el género, todas ellas tienen distribución neotropical.